# Yves Silvestro
Yves Silvestro es un deportista francés que compitió en vela en la clase Europe. Ganó dos medallas en el Campeonato Mundial de Europe, plata en 1973 y oro en 1974.

## Palmarés internacional
| Campeonato Mundial | Campeonato Mundial | Campeonato Mundial | Campeonato Mundial |
| Año                | Lugar              | Medalla            | Clase              |
| ------------------ | ------------------ | ------------------ | ------------------ |
| 1973               | Bandol (Francia)   | Medalla de plata   | Europe             |
| 1974               | Morten (Noruega)   | Medalla de oro     | Europe             |